# Episcia xantha
Episcia xantha är en tvåhjärtbladig växtart som beskrevs av Leeuwenb.. Episcia xantha ingår i släktet Episcia och familjen Gesneriaceae. Inga underarter finns listade i Catalogue of Life.